# Augustin Boutaric
Pour les articles homonymes, voir Boutaric.
Augustin Boutaric, né le 12 août 1885 à Béduer (Lot) et mort le 31 mars 1949 à Dijon (Côte-d'Or), est un physicien et chimiste français.

## Biographie
Fils d'instituteur, il est major de l'agrégation de sciences physiques en 1908.
Il devient ensuite professeur à la Faculté des sciences de Dijon, où il effectuera toute sa carrière. Il fut également membre de Académie des sciences, arts et belles-lettres de Dijon
Invalide de guerre, il fut décoré de la Légion d'honneur en 1923.
Il est l'arrière-arrière-arrière-petit-neveu d'Henri Descremps

## Distinctions
- Chevalier de la Légion d'honneur